# 三波石峡

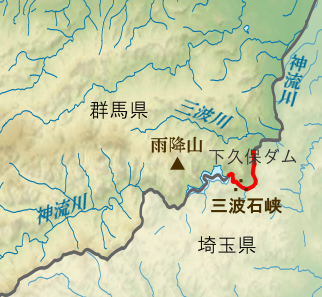
神流川に位置する三波石峡と支流の三波川

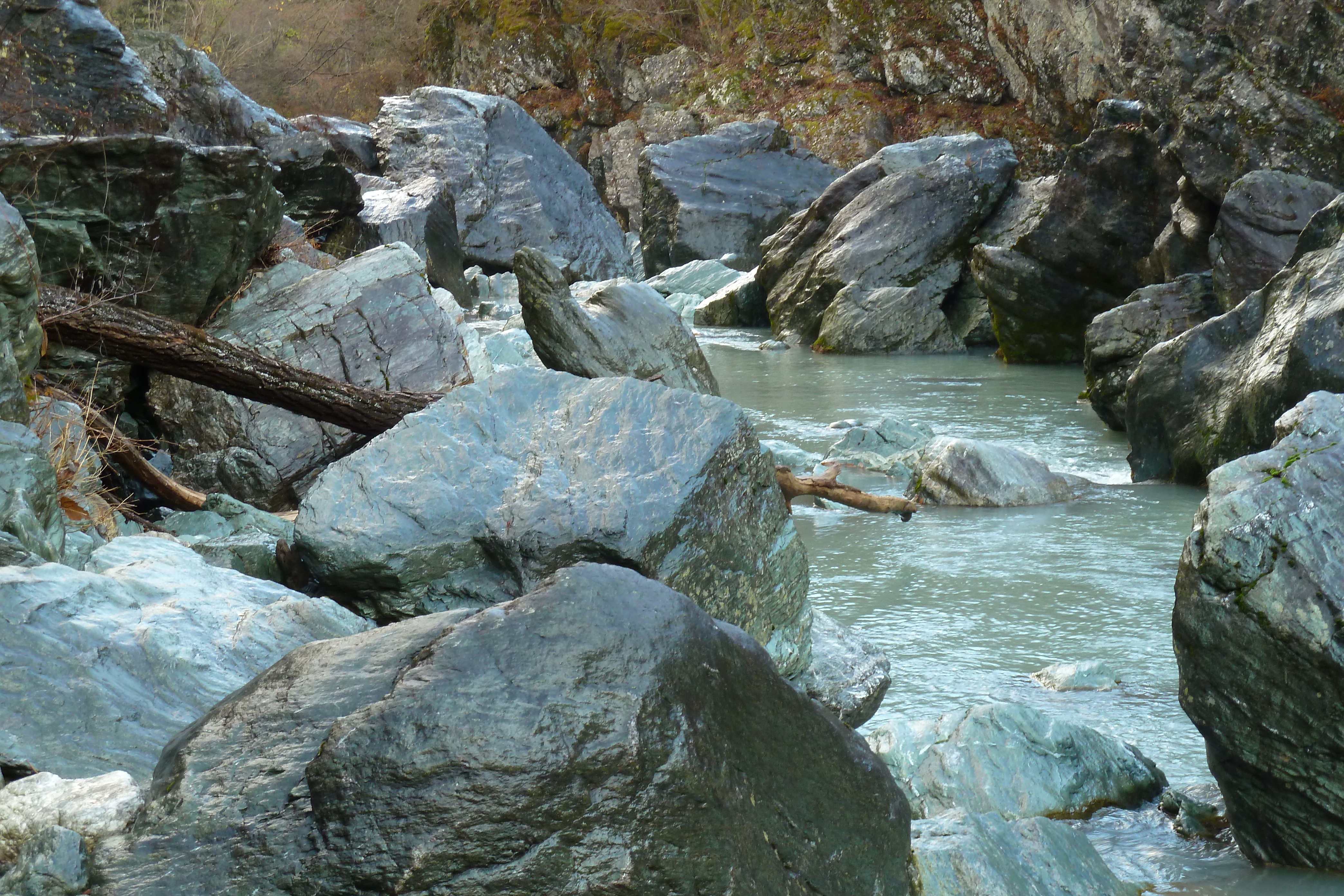
冬の三波石峡

三波石峡（さんばせききょう、さんばせっきょう）は、神流川上流に位置し、群馬県と埼玉県に跨る景勝地である。国の史蹟名勝天然記念物（名勝・天然記念物）に指定されている。

## 地理
水系としては、一級河川利根川に属する。利根川の支流烏川、その支流の神流川の上流部にあたる。この峡谷には昭和43年（1968年）に下久保ダムが建設されており、いまの三波石峡は、ダムからおよそ下流のおよそ1.5ないし2.0キロメートルほどの区間を指す。
行政上は、神流川のこの区間は埼玉県と群馬県の県境になっている。右岸（南）の埼玉県側は児玉郡神川町、左岸（北）の群馬県側は藤岡市の管轄である。

## 地形
一帯は関東山地の中ほどの東部に相当し、雨降山（1013メートル）など1000m級の山地から丘陵地へ遷移してゆく途中にあたる。このあたりを多野山地ともいう。
三波石峡の両岸直上は神山（732メートル）などの標高700メートルほどの頂から峡谷までの急峻な斜面である。神流川の川幅は50メートルから25メートルほどに狭まっていて、両岸は落差10メートルほどの断崖になっている。峡谷の下流側の出口からは平野部が広がっている。
特に左岸（北側）の崖上には、特徴的な地すべり地形がいくつも並んでいて、そこにできた平坦地に下久保、栢ヶ舞、今里といった集落地が形成されている。譲原地すべり資料館もここに設けられている。

## 地質

### 三波川変成岩と三波川帯
三波石峡とその北を流れる三波川は、三波川変成帯（三波川帯）と呼ばれる日本最大の広域変成帯の模式地となっている。この変成岩帯でみられる変成岩を三波川変成岩といい、日本列島の代表的な変成岩の一つである。
三波川変成帯は中央構造線に沿うように、南北の幅およそ5キロメートルから30キロメートル、東西の長さおよそ800キロメートルの長さで帯状に連なっており、三波石峡や三波川、長瀞渓谷などの関東山地から、長野県南部、紀伊半島、四国を経て九州（佐賀関半島）にまで至る。
この名称は、明治21年（1888年）に東京帝国大学の地質学者小藤文次郎が三波川を調査し、一帯で発見した結晶片岩を三波川結晶片岩と命名したことに始まる。小藤文次郎の紹介により三波石は世界的に知られるようになった。

### 低温高圧の環境下での変成
一般に、海底で形成された玄武岩や火山灰などからなる岩石が地殻変動で地下深くに潜り、長い年月をかけて変成岩となるときに、その変成作用によって岩石内に変成鉱物が生じる。このとき緑泥石や緑簾石が生じることで、岩石は緑色を帯びる。白色の縞模様のもとになっている石英はおもに砂岩に由来する。
一帯は、もともとは古生代ペルム紀から中生代ジュラ紀にかけて海底火山によってできた玄武岩質の溶岩・火山岩や火山灰を主体とする堆積層だったと推定されている。これが、今からおよそ6500万年前、中生代白亜紀の末頃から、大規模な地殻変動によって、地中深くに沈み込んだ。そこで低温・高圧の変成作用を受けて変成岩となり、これにより緑泥石や緑簾石に富む緑色をした岩石となった。日本列島ではこの変成岩帯が800キロメートルほどの長さに連なっていて、までまたがっている。これがとくに三波川周辺で観察されることから、これを「三波川変成作用」による三波川変成帯と呼ぶ。
三波石峡の岩石はとくに緑閃石（アクチノ閃石）に富み、これが特徴的な青緑色のもとになっている。

## 人文誌

### 地名の由来
「三波」という地名の由来にはいくつかの説がある。江戸時代の史料では「三馬石」「三羽石」といった表記もみられる。
峡谷には県道331号線の「登仙橋」が架かっている。この橋に最も近いところにある3つの大岩（「一番岩」「二番岩」「三番岩」）が波の姿を思わせる、波形に並んでいる、もしくは波模様を持っていることに由来するという説。
岩の色が緑色（緑泥石）、黄色（緑簾石）、白色（石英）の三色であることに由来するという説。石英の岩脈が波模様を描いていることに由来するという説などがある。

### 採石地として
三波石峡で顕著に見られる三波石は、美しい青緑色から緑色、黄緑色をとる岩石（緑色片岩）に白色の石英の細脈が走っていて、これが峡谷の強い水流によって磨かれて岩肌に紋様となって現れている。その美しさによって古くから銘石（名石）として知られてきた。
古いものでは寛永年間（1624年 - 1645年）の史料に三波石の採取に関する言及があり、少なくとも江戸時代初期には庭石用の銘石として知れ渡っていたものと推定されている。三波石はその美しい緑色が色褪せせず、庭石に向いていることも特徴である。安永3年（1774年）の『上野国志』でも「此川石美なり」として三波石が紹介されている。その一方で、「些少なりとも取る事ならず、山荒れると云ひ伝ふ」との記述もあり、採石が禁じられていたとも推測される。
峡谷は昭和32年（1957年）7月3日に国の名勝・天然記念物に指定され、指定区域内での石の採取は禁止された。しかし三波石は日本庭園に不可欠な庭石として人気が高く、旧鬼石町など周辺地には採石業者や庭石業者、販売業者、造園業者などが集まり、その数は550戸におよんだ。昭和43年（1968年）に下久保ダムの完成した後はこの付近での採石量は減ったものの、全国から緑石を集めるようになり、付近は東日本では最大の庭石の集散地となっている。

### 景勝地として
一帯は断崖絶壁が連続し、その間に結晶片岩の奇岩、巨岩が露出する。青から緑色の岩肌と白色の模様、それに新緑や紅葉の木々が水面に映る渓谷美は江戸時代の史料にもよく知られたものとして登場する。明治5年（1872年）に太政官の命で編纂された『上野国郡村誌』では「郡中の一奇観」と評されている。
江戸時代中期の史料には観光客が訪れていたことも記録されている。地元の村々は観光客の案内や宿の提供によって得られる収入に助けられていて、その利権を巡って村同士の争論もたびたび起きている。
江戸時代には、「三波石四八石」といって、48の名石の1つ1つに固有の名前がつけられていた。この石の名前などは時代や史料によって異なっており、寛保2年（1742年）には洪水が起きて名石が「浦島が釣船」「達磨石」など25しか確認できなくなっていることが記録されている。その後、天保3年（1832年）の史料には新たに48の名石の名前が列記されている。現代では、峡谷に架かる県道33号登仙橋付近の「一番石」から、下久保ダム排水口ちかくにある「阿弥陀石」までを48石として、1つ1つに名前がつけられている。

### ダムの影響と土砂掃流

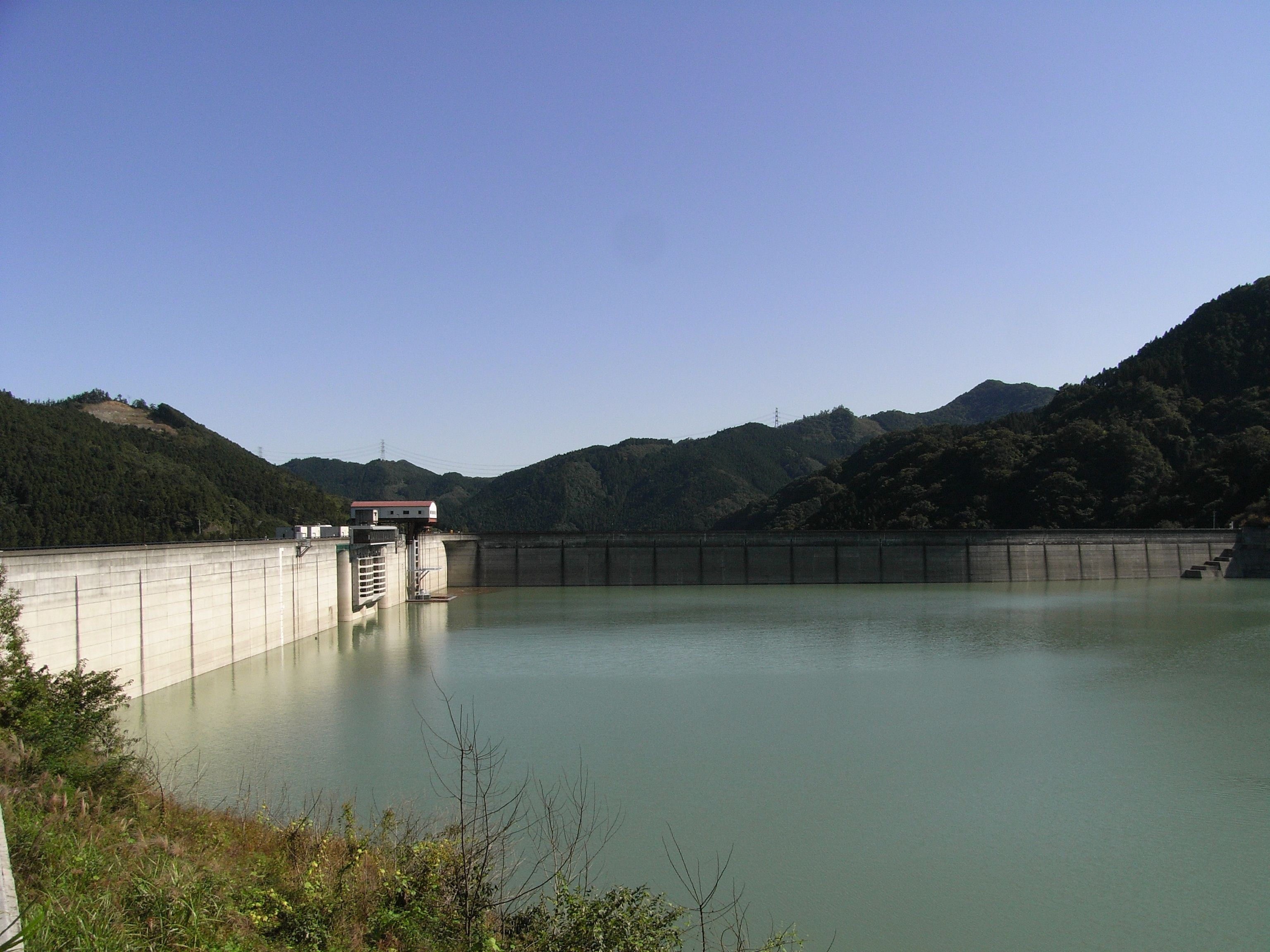
下久保ダム

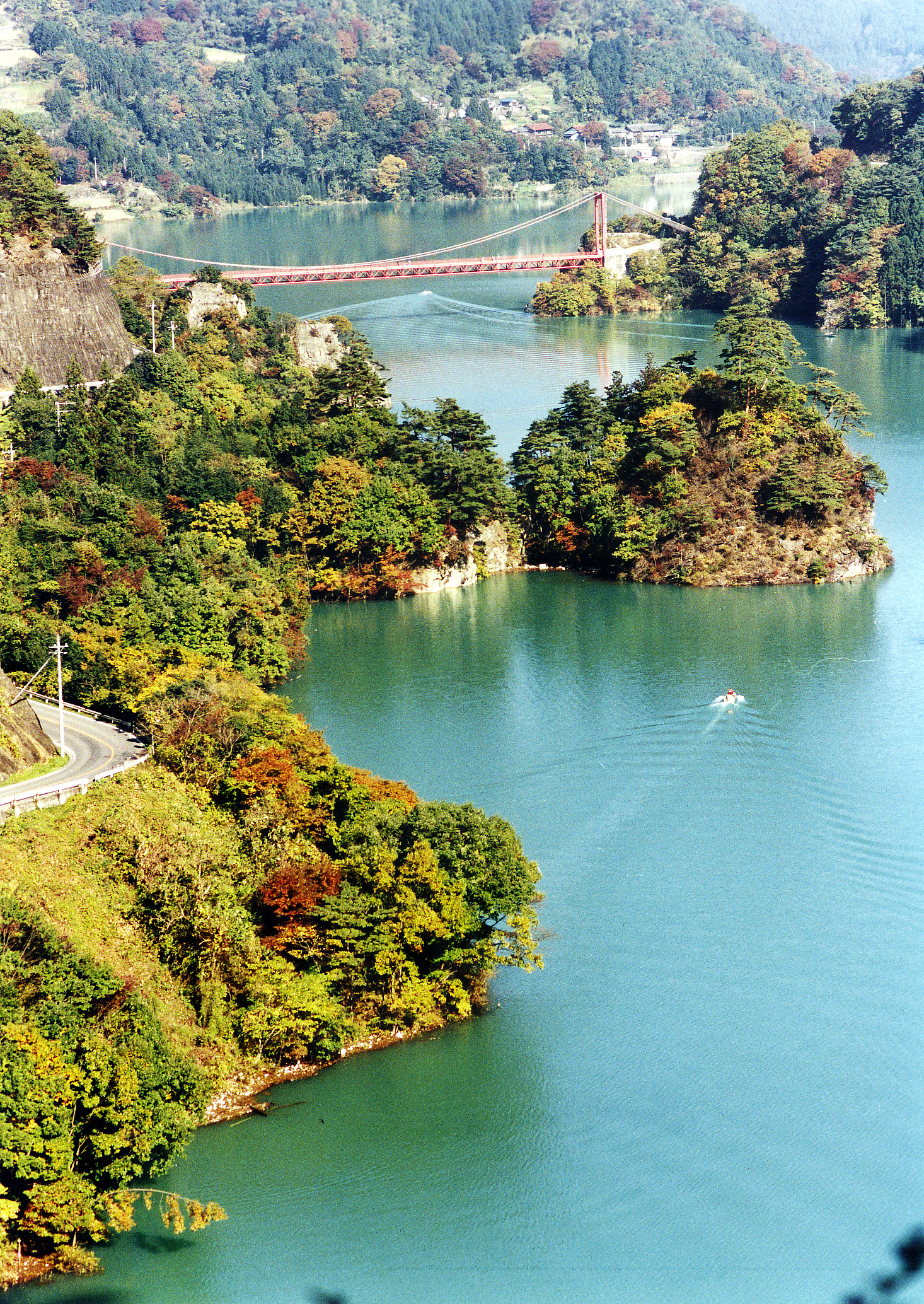
神流湖

ところが昭和43年（1968年）に下久保ダムが完成すると渓谷の様子は激変した。飲料水の確保や灌漑用水の確保のほか、発電も行う下久保ダムでは、川を堰き止めて貯めた水で発電した後、放流水を地下トンネルに排水する。このトンネルは三波石峡の下流側で神流川に注ぐため、三波石峡には全く水が流れないようになってしまった。
これはダムの下流の神流川にさまざまな環境の変化をもたらした。とりわけ三波石峡はその影響が大きかった。まず、水が流れなくなった渓谷にはコケやツル、雑草などの植物が生い茂って川床が見えなくなった。さらにこうした植生が峡谷の底を流れる川床まで広がったことで、まるで「山が迫って」谷が狭くなったような印象をもたらした。そのうえ、美しさを誇った峡谷の名石は、藻や苔が生えたり、土埃や「ノロ」と呼ばれるシルトの付着によって汚れ、黒ずんでしまった。ほとんど水が失われたことで、わずかに残った水場でも、かつては生えていなかった藻が繁茂して淵が澱んだりした。こうして様々な「景観障害」が引き起こされた。
また、ダムによって水の流れが堰き止められたことで、上流からやってくる小石や砂といった土砂の供給も停まってしまった。このことが三波石峡の地形や景観を変えることになった。巨岩・大岩が散在し、ところどころに淵や瀬がある峡谷では、上流から流れてきた砂利や砂礫が、岩の陰や淵の周囲、あるいは川底に砂堆となって集まっていく。これらの砂礫は、絶えない川の流水によって下流へと運び去られるが、同時に上流から継続的に砂礫が供給されるので、河原や川床は維持される。ところがダムによりこうした砂礫の供給が遮断されると、大雨や洪水などの出水で砂礫が下流へ流れ去ったあと、河原や川床が回復しない。このため三波石峡では、かつては河原を散策しながら渓谷を鑑賞できたのに、その河原が消失してしまった。また、川床は従前よりも深くなった。その規模は、三波石峡谷内では場所によって2メートル、三波石峡よりも下流の神流川ではところによって5メートルにも達した。これは三波石峡谷の景観を変えただけでなく、神流川の生態系にも重大な変化をもたらし、漁業関係者にも影響を及ぼした。
こうして荒廃した三波石峡を昔の姿に戻すため、地元では様々な取り組みが行われた。ダム建設から30年余りを経て、流域住民の生活や財産を保全するためダムの洪水調節機能は絶対不可欠であるという意見がある一方で、洪水は「河川の健全な撹乱機会」であるとする見解も認められるようになった。また、想定以上の規模で進行するダム内の土砂の堆積への対応も迫られるようになった。
平成13年（2001年）から「水環境改善事業」として、峡谷に32年ぶりに水を流すことになった。ところが思ったほどには三波石峡の環境は改善しなかった。そこでダムに堆積する土砂対策も兼ねて、放水にあわせて土砂を流すことが検討された。ただし、三波石峡の景観を復活させるために川に土砂を流すことは、さらに下流で利水を行う様々な事業者にも影響を及ぼすことになり、利害の対立も生じる。たとえば農業関係者にとっては、取水堰に貯まる土砂対策のメンテナンス費用がかさむことになる。そこで、ダムの事業者、三波石峡の景観復活運動を行う団体や、農業・漁業関係者、さらには発電事業者や川でカヌーによる商売を営む事業者まで様々な利害関係者が一堂に会して、下久保ダムの土砂対策から三波石峡の景観障害対策、漁業・農業振興策を一体的に議論を行った。こうして平成15年（2003年）から土砂掃流（土石掃流）が始まった。これは川の流れにのった小石や砂のクレンジング効果によって峡谷の岩石が磨かれ、美しい緑色の岩肌を復活させる取り組みである。また同時に、深くなってしまった川床を回復する効果も期待された。これにより三波石峡は往年の姿を取り戻しつつある。

## ギャラリー

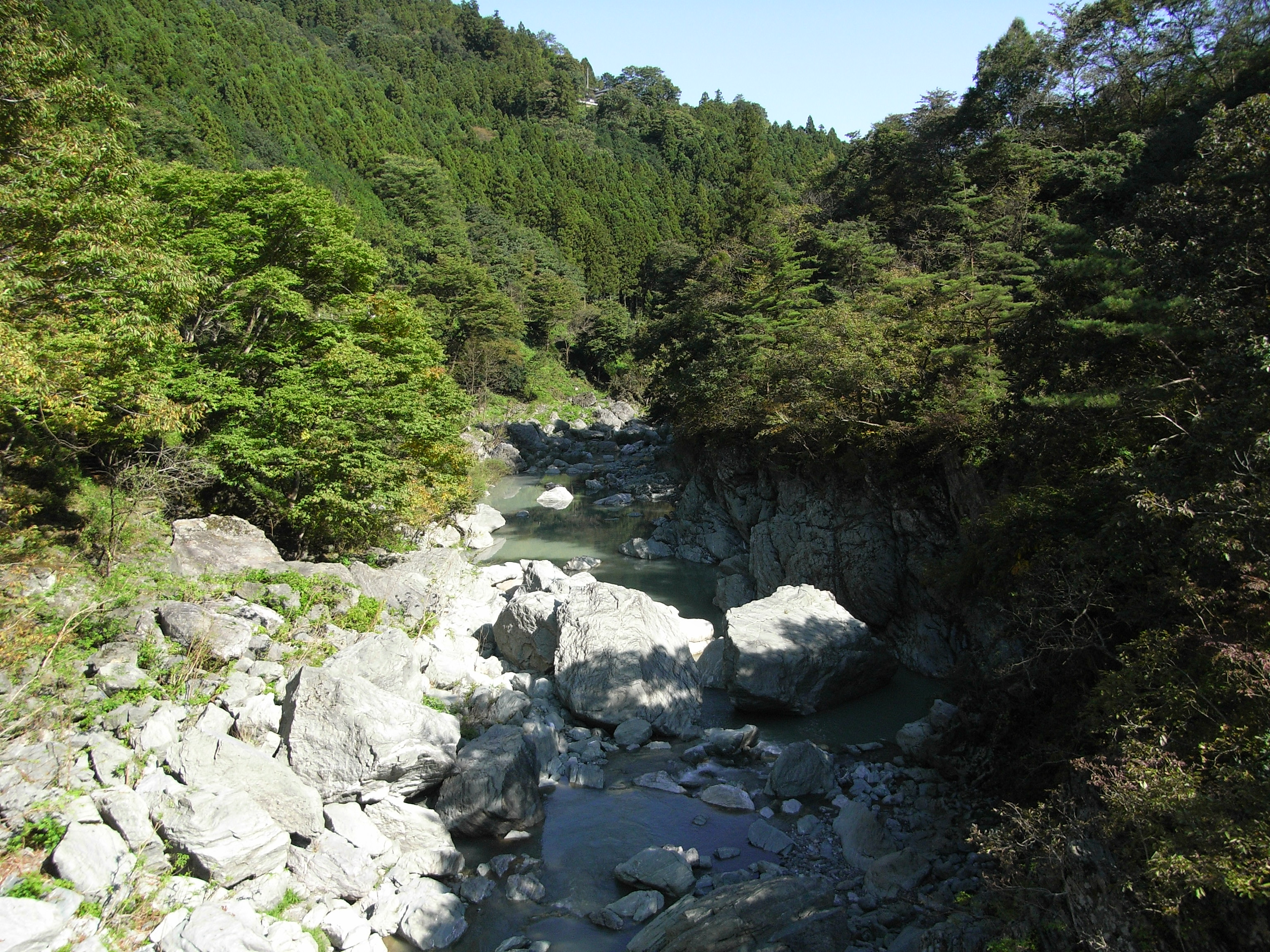
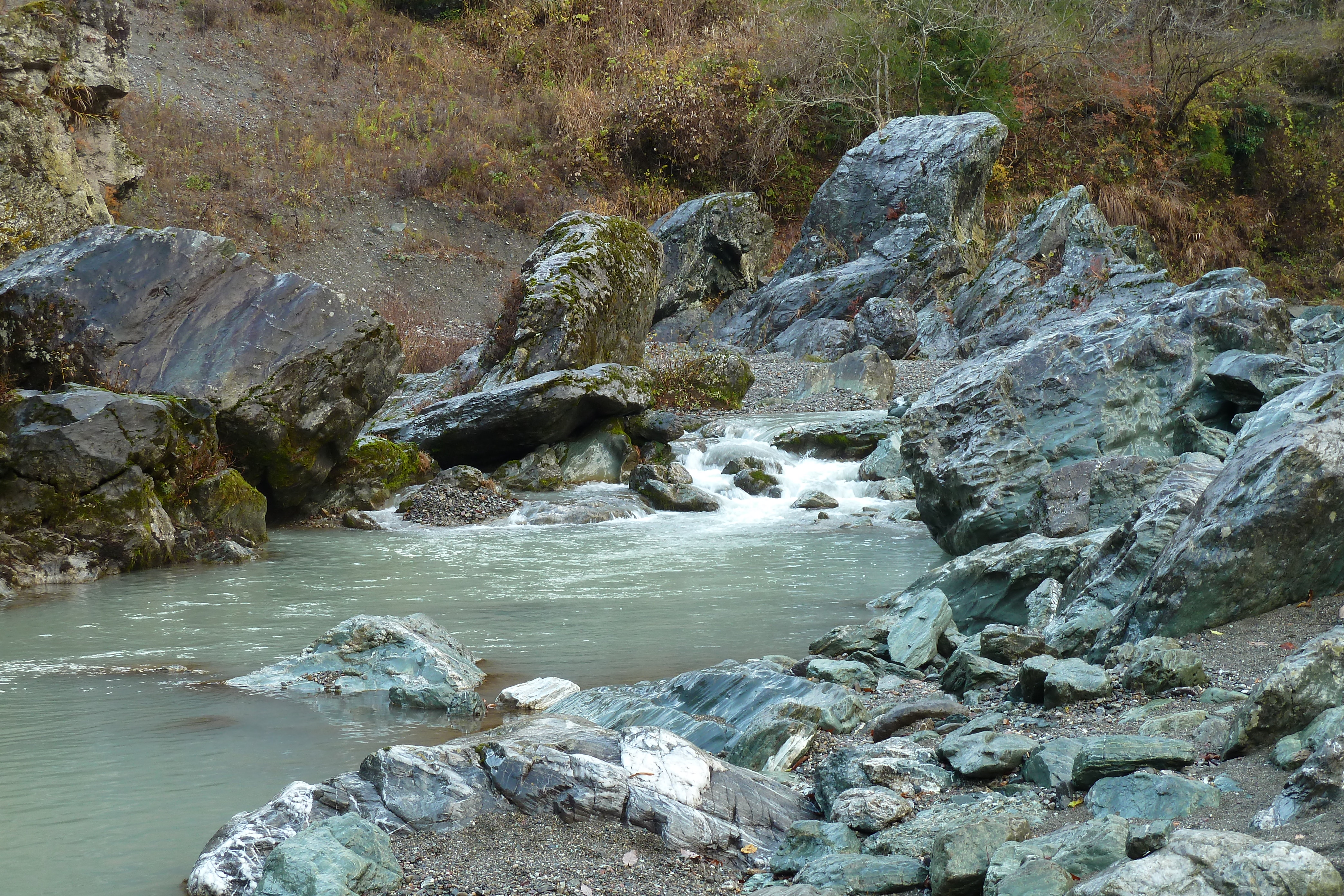
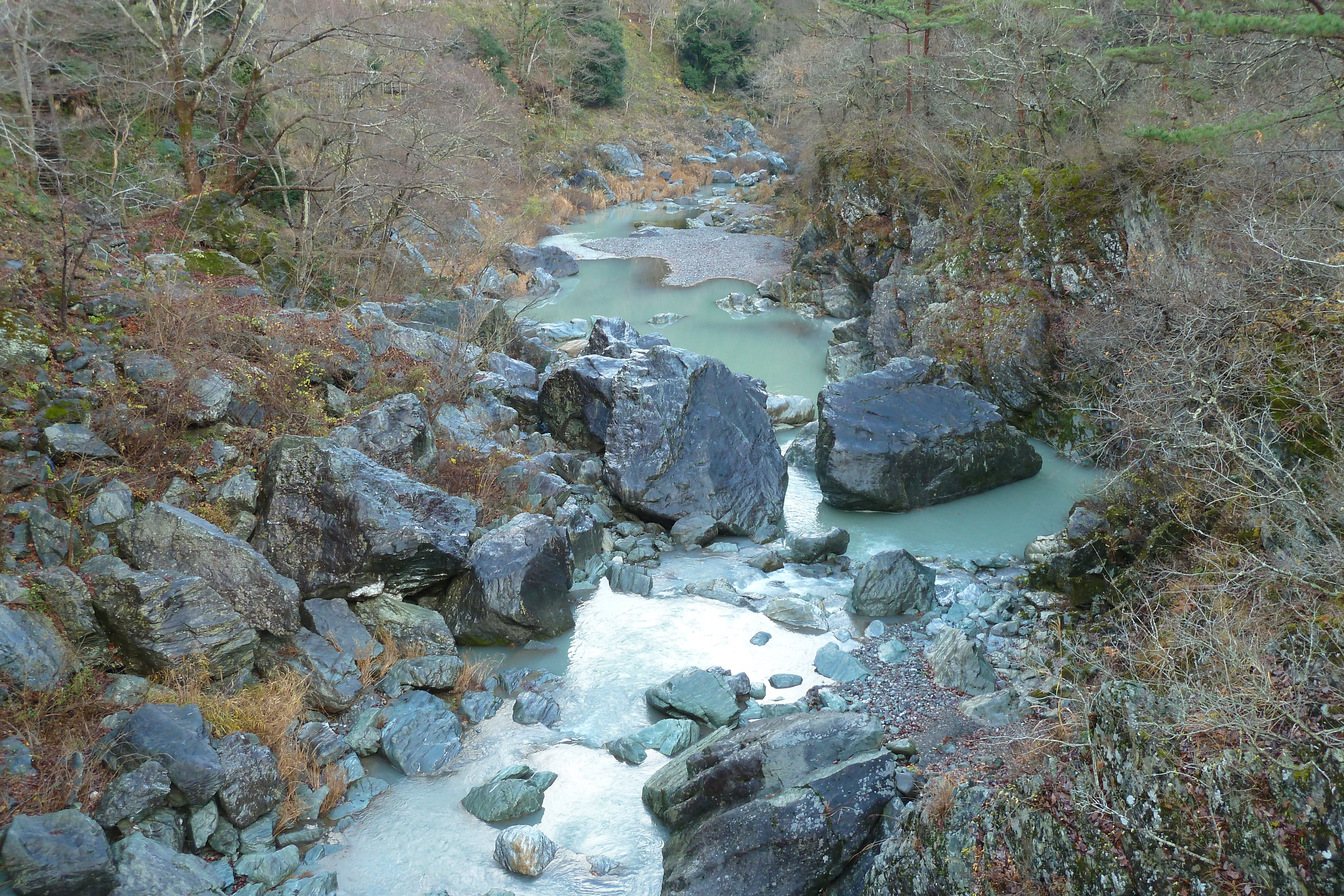
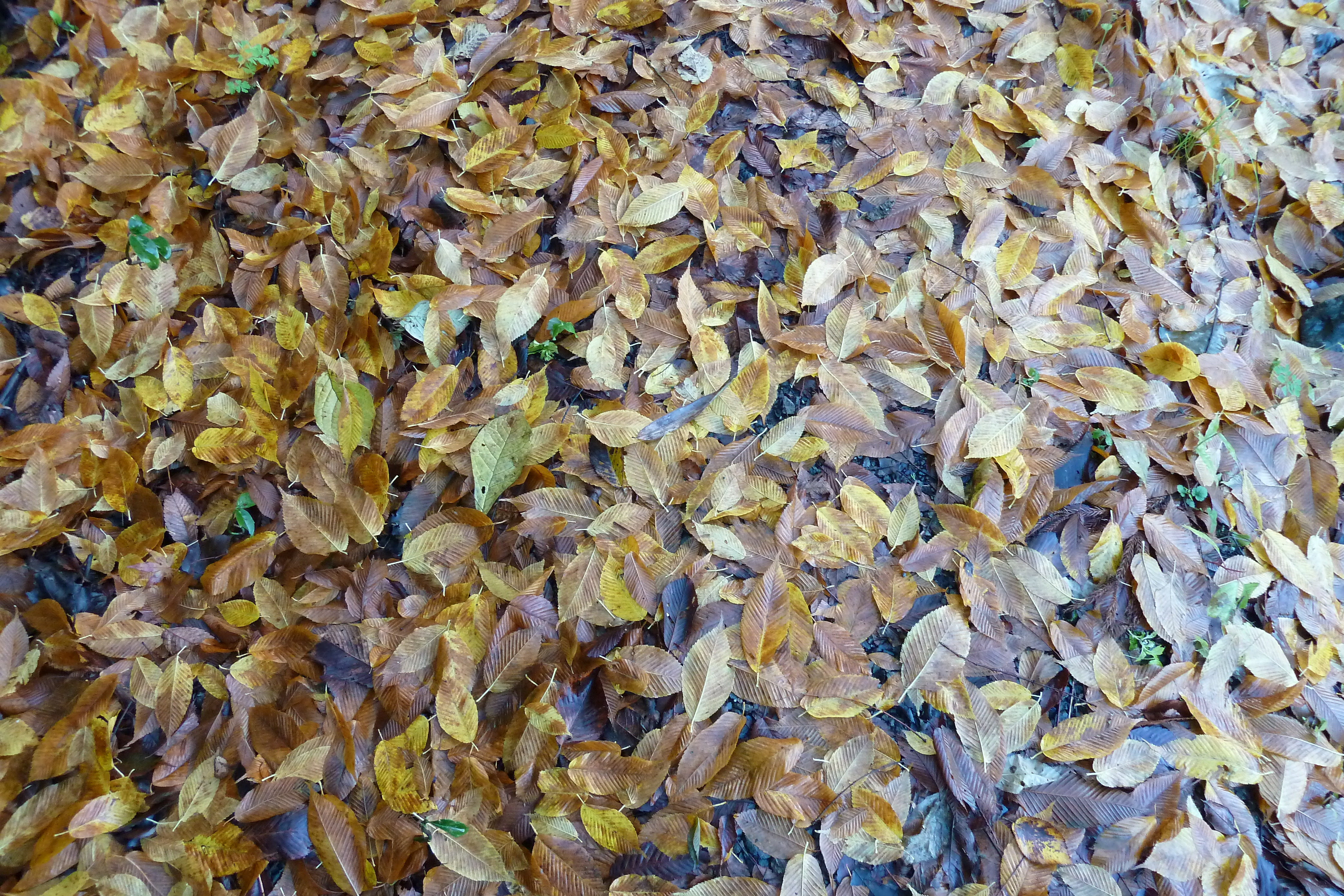